# Breuilaufa
Breuilaufa (Lo Bruèlh al Fag in occitano) è un comune francese di 151 abitanti situato nel dipartimento dell'Alta Vienne nella regione della Nuova Aquitania.

## Storia

### Simboli
I faggi evocano l'etimologia del nome del comune (brolium fagi, "bosco di faggi") e la croce ricorda la presenza di una piccola commanderia dell'Ordine di San Giovanni.

## Società

### Evoluzione demografica
Abitanti censiti